# Liste der Monuments historiques in Ambronay
Die Liste der Monuments historiques in Ambronay führt die Monuments historiques in der französischen Gemeinde Ambronay auf.

## Liste der Bauwerke
| Bezeichnung            | Beschreibung | Standort                                  | Kennzeichnung | Schutzstatus                  | Datum                              | Bild           |
| ---------------------- | --- | ----------------------------------------- | ------------- | ----------------------------- | ---------------------------------- | -------------- |
| Abtei Notre-Dame       | Benediktinerabtei, um 800 gegründet, nach der Französischen Revolution aufgelöst; Gebäudebestand von 13. bis zum 17. Jahrhundert | Rue des Yvrollets, Rue de la Poste (Lage) | PA00116291    | Classé Inscrit Classé Inscrit | 1889 1905 1928 1964 1991 1992 2014 | weitere Bilder |
| Bastide von Gironville | auch Fort Sarrazin; 1323 erbaut, 1330 zerstört                                                                                   | westlich der Stadt (Lage)                 | PA00125733    | Classé                        | 1993                               | weitere Bilder |

## Liste der Objekte

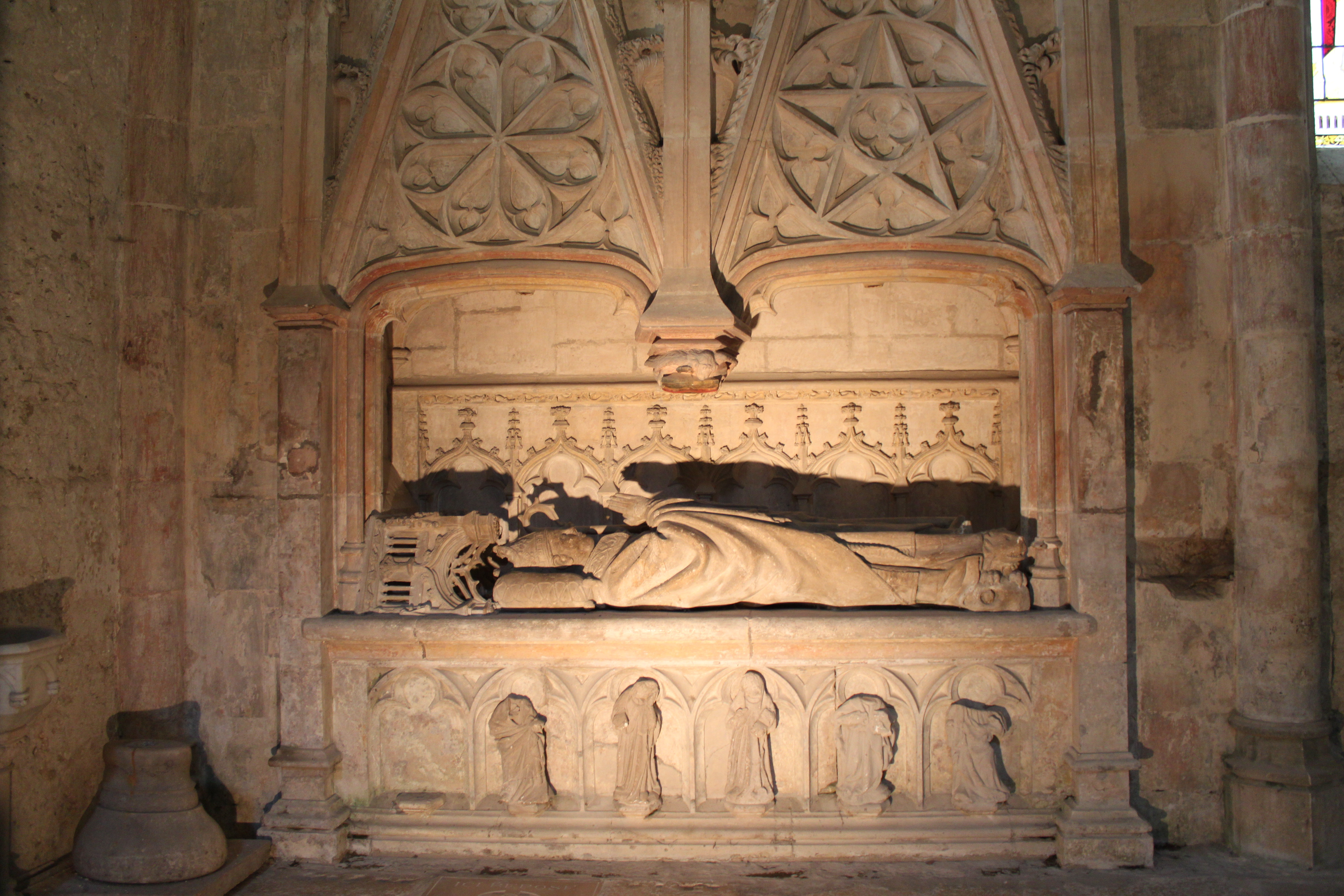
Grab des Abbé Jacques de Malvoisin in der Kirche Notre-Dame

- Monuments historiques (Objekte) in Ambronay in der Base Palissy des französischen Kulturministeriums (französisch)